# Psychédélices Tour
Tournées par Alizée
En concert Tour
(2003–2004) 25 ans déjà (2025)
Psychédélices Tour est la seconde tournée de la chanteuse Alizée qui marqua son retour sur scène et qui porte son 3e album Psychédélices. Cette tournée a été présentée en 4 dates à travers le Mexique et une date en Russie. Ce spectacle remporte un grand succès au Mexique où Alizée remplit des Stades de 10 000 places. Elle est retournée au Mexique en 2009 pour un concert pour le San Marcos Fair, où elle est apparue en tant qu'invitée internationale. Le concert ne comportait qu'une liste partielle de chansons[source insuffisante].

## Développement
En mars 2008, Alizée part en visite pour le Mexique afin d'y effectuer une tournée promotionnelle. Le 5 mars, son passage est programmé pour une séance photographie mais annulée pour des raisons de sécurité. Alizée tient alors une conférence de presse improvisée pour s'excuser auprès de ses fans mexicains. La société Sony BMG Mexique explique qu'elle et Alizée ne sont pas tenus responsables de cette annulation. Alizée, de son côté, promet à ses fans de refaire une séance photo à son retour dès sa prochaine date de tournée. Elle annonce en même temps les dates de tournée en Russie dès le 18 mai à Moscou, puis au Mexique, et en France,. 

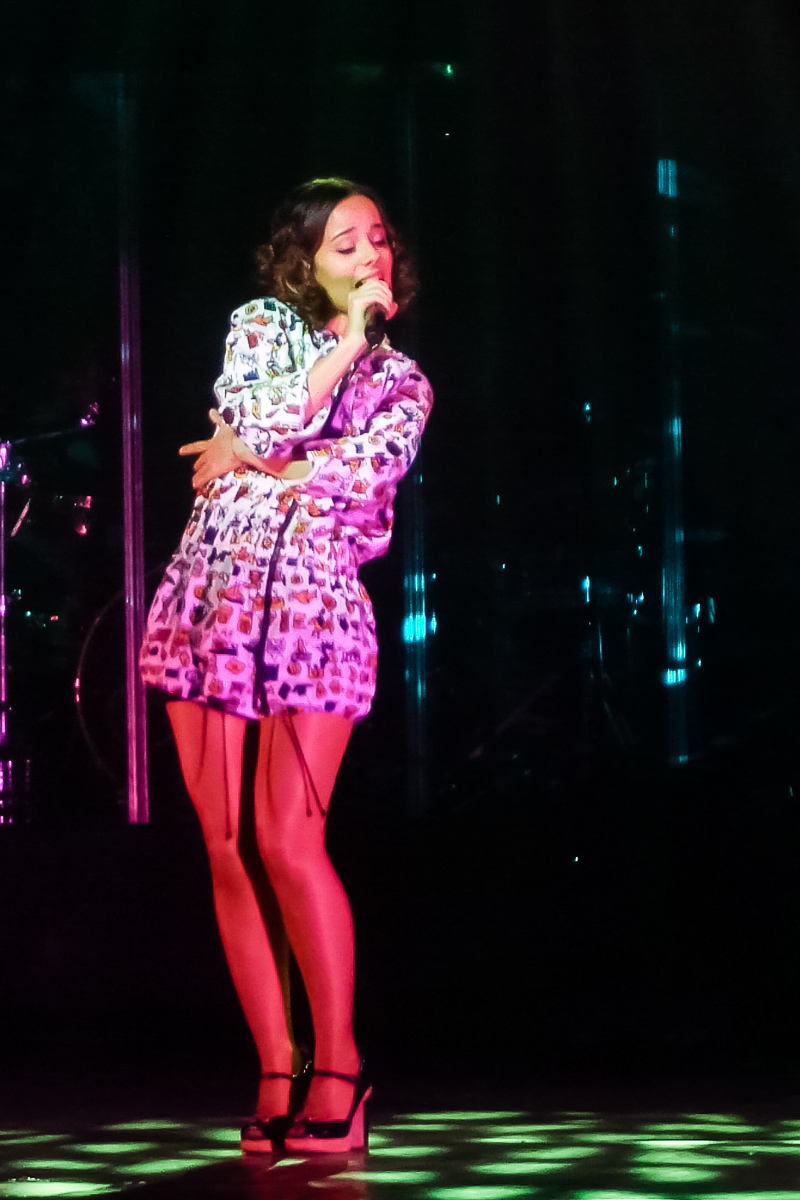
Psychédélices Tour à Moscou en 2008.

Elle commente également que le piratage de la musique possède « un bon et un mauvais côté », le bon étant que sa musique ait atteint sans attente le continent sud-américain. À la suite du succès de sa tournée au Mexique, et afin de réparer le préjudice moral causé par l'annulation de sa première visite promotionnelle, Alizée annonce une séance d'autographes avec ses fans le 26 juillet à Mexico, où plus de 300 CD sont signés, et dont un disque d'or lui a été remis par l'équipe de Sony BMG Mexique pour la vente de 50 000 exemplaires du Psychédélices – Tour Edition. 
La chanteuse effectue également une reprise du titre La Isla Bonita de Madonna.
À la suite du succès de Alizée en concert et de Psychédélices au Mexique, l'ancien label musical d'Alizée, Universal Music, fait paraître une compilation intitulée Tout Alizée. La compilation, uniquement parue dans le marché mexicain, se compose de 15 pistes (dont 4 remixes) en provenance de ses deux premiers albums studio. Il s'accompagne d'un DVD composé de vidéoclips. La compilation atteint la 62e place du classement mexicain AMPROFON, et la 20e du Top 20 international.

## Concerts
| Date              | Ville       | Pays        | Lieu                       |
| ----------------- | ----------- | ----------- | -------------------------- |
| Europe de l’est   |             |             |                            |
| 18 mai 2008       | Moscou      | Russie      | Théâtre d'art de Moscou    |
| 20 mai 2008       | Kiev        | Ukraine     | Annoncé, mais non effectué |
| 22 mai 2008       | Almaty      | Kazakhstan  | Annoncé, mais non effectué |
| 24 mai 2008       | Minsk       | Biélorussie | Annoncé, mais non effectué |
| 28 mai 2008       | Tashkent    | Ouzbékistan | Annoncé, mais non effectué |
| Amérique du Sud   |             |             |                            |
| 17 juin 2008      | Mexico      | Mexique     | Auditorio Nacional         |
| 18 juin 2008      | Mexico      | Mexique     | Auditorio Nacional         |
| 20 juin 2008      | Guadalajara | Mexique     | Auditorio Telmex           |
| 21 juin 2008      | Puebla      | Mexique     | Auditorio Siglo XXI        |
| 22 juin 2008      | Queretaro   | Mexique     | Annoncé, mais non effectué |
| 23 juin 2008      | Leon        | Mexique     | Annoncé, mais non effectué |
| 25 juin 2008      | Monterrey   | Mexique     | Arena Monterrey            |
| Europe            |             |             |                            |
| 9 septembre 2008  | Genève      | Suisse      | Annoncé, mais non effectué |
| 10 septembre 2008 | Zurich      | Suisse      | Annoncé, mais non effectué |
| 11 septembre 2008 | Nantes      | France      | Annoncé, mais non effectué |
| 12 septembre 2008 | Bruxelles   | Belgique    | Cirque Royal               |
| 13 septembre 2008 | Liège       | Belgique    | Le Forum                   |
| 28 mars 2009      | Paris       | France      | Le Grand Rex               |
| Amérique du Sud   |             |             |                            |
| 18 avril 2009     | San Marcos  | Mexique     | Feria Nationale            |

## Setlist

### Russie
Introduction
1. Ouverture
2. Lilly Town

Concert
1. Fifty Sixty
2. Mon Taxi Driver
3. Idealiser
4. Par Les Paupières
5. Moi... Lolita
6. Hey! Amigo!
7. Jamais Plus
8. J'en Ai Marre!
9. The Sound of Silence
10. L'Effet
11. Amélie M'a Dit
12. Lonely List
13. L'Alizé
14. 99 Red Balloons
15. J'ai Pas Vingt Ans
16. Décollage
17. Mademoiselle Juliette
18. Psychédélices

Rappel
1. Fifty Sixty

### Mexique
Introduction
1. Ouverture
2. Lilly Town

Concert
1. Mademoiselle Juliette
2. Mon Taxi Driver
3. J'en ai marre !
4. Jamais Plus
5. Moi... Lolita
6. Par Les Paupières
7. Fifty Sixty
8. Lonely List
9. J'ai Pas Vingt Ans
10. The Sound of Silence
11. L'Effet
12. La isla bonita
13. Hey! Amigo!
14. Décollage
15. Psychédélices

Rappel
1. J'en Ai Marre!

### Feria Nationale de San Marcos
Introduction
1. Ouverture

Concert
1. Mademoiselle Juliette
2. Moi... Lolita
3. Mon Taxi Driver
4. The Sound of Silence
5. J'en Ai Marre!
6. Décollage
7. Fifty Sixty
8. La isla Bonita
9. L'Effet

Rappel
1. J'en Ai Marre!